# Geberbach

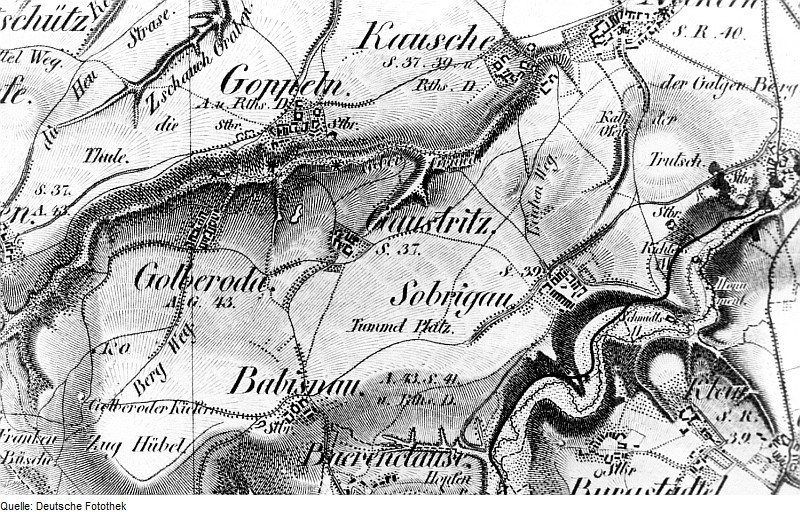
Gebergrund auf der Oberreitschen Karte um 1821

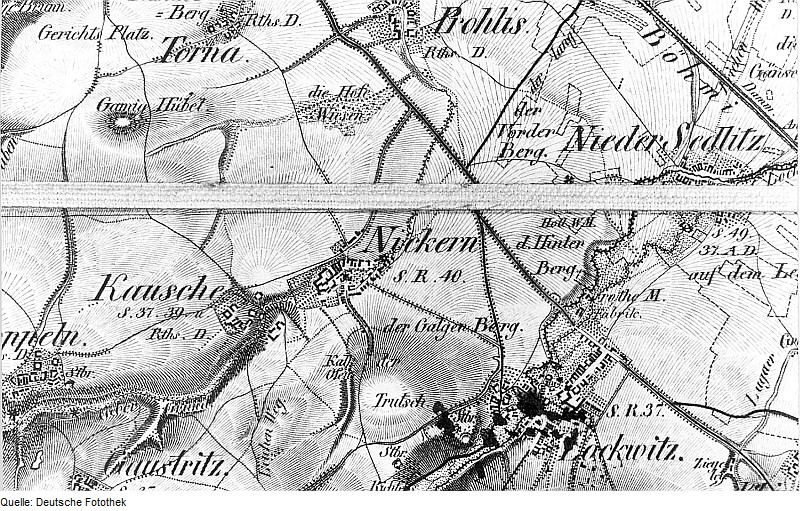
Weiterer Verlauf bis Prohlis 1821

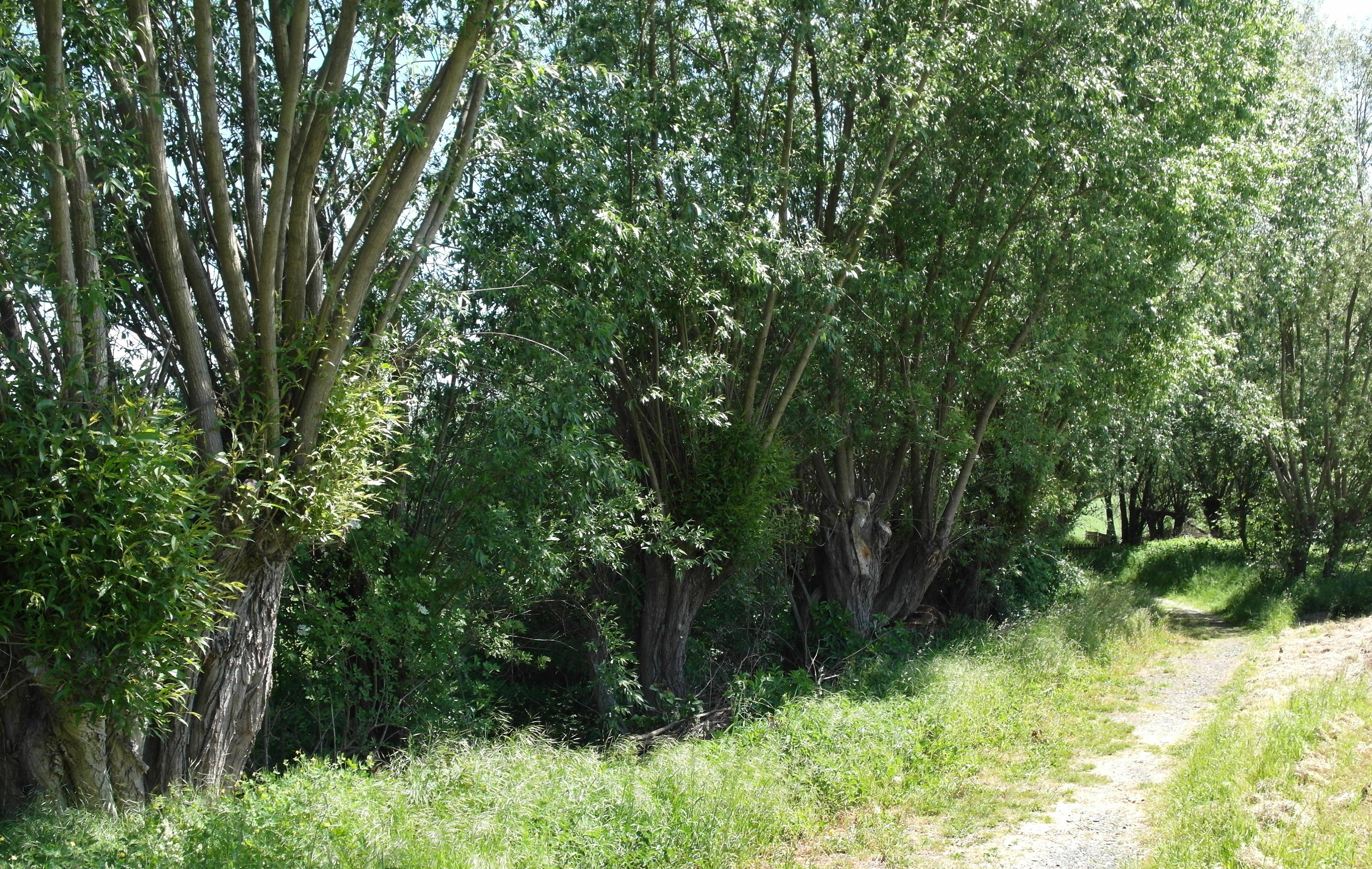
Weiden am Geberbach bei Hänichen/Rippien

Der Geberbach ist ein Nebenfluss der Elbe bei Dresden. Er entspringt im Ortsteil Hänichen der Gemeinde Bannewitz und fließt in nordöstlicher Richtung zur Elbe, wo er nach 11,1 Kilometern Fließstrecke orografisch links einmündet.

## Verlauf
Im Oberlauf fließt der Geberbach in nordöstlicher Richtung an Rippien, Golberode und Goppeln vorbei, bis er unterhalb der verfallenen Gebergrundmühle in einem großen Teich aufgestaut wird. Die danach folgende Talsperre in Kauscha dient dem Hochwasserschutz und wurde 1985 fertiggestellt. Hier tritt der Bach in den städtischen Raum Dresdens ein. Mit der Unterquerung der Dohnaer Straße wechselt der Gewässername zu Prohliser Landgraben. Im Stadtteil Prohlis fließt er renaturiert an der Albert-Schweitzer-Schule vorbei und entlang der Gamigstraße. Im Bereich der Mügelner Straße in Reick und einem Teil der Straße Moränenende in Dobritz wird er verrohrt geführt. Nördlich der Pirnaer Landstraße mündet er nahe dem Kiessee Leuben in den Niedersedlitzer Flutgraben.

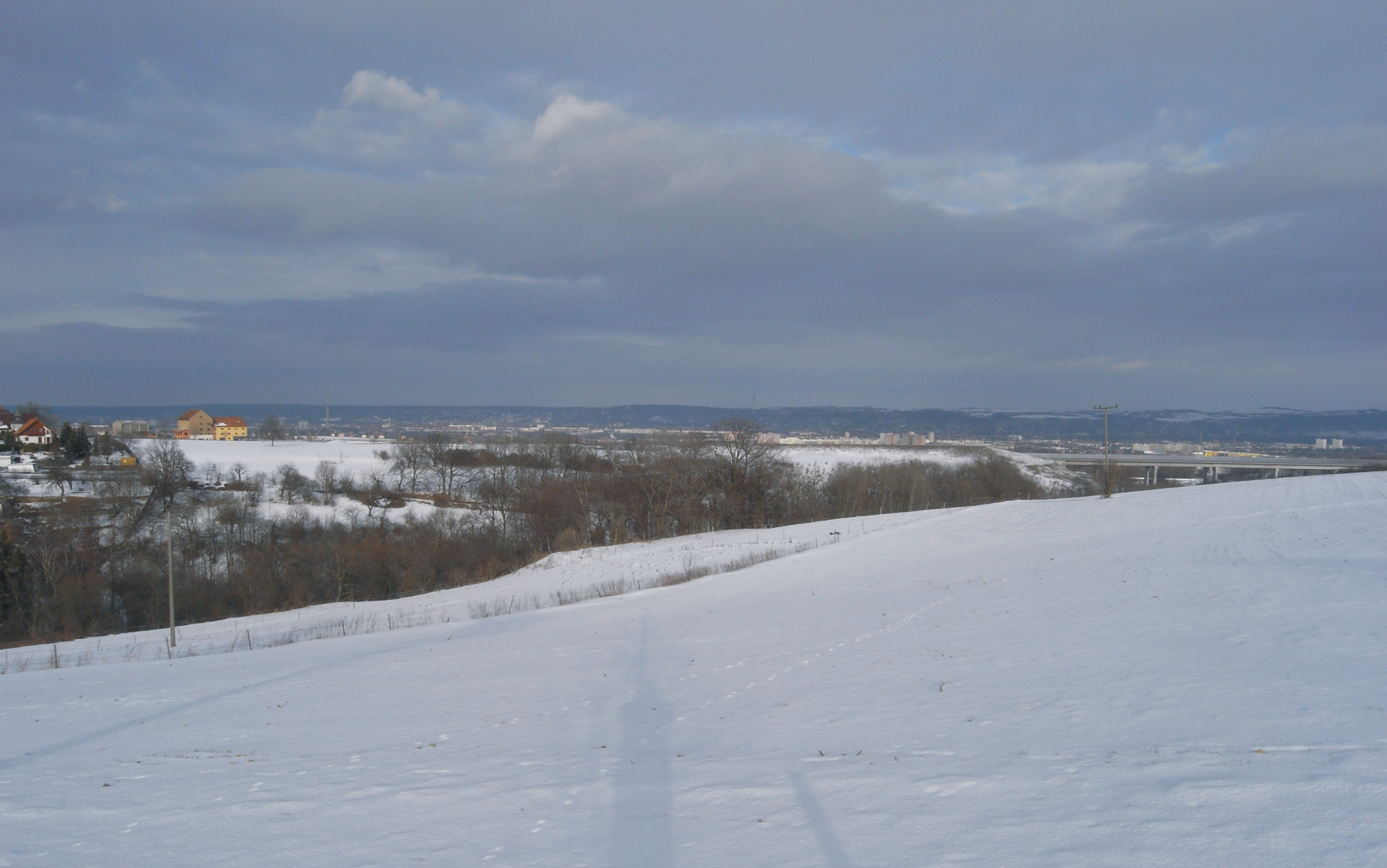
Gebergrund östlich von Goppeln, Blick zur A 17
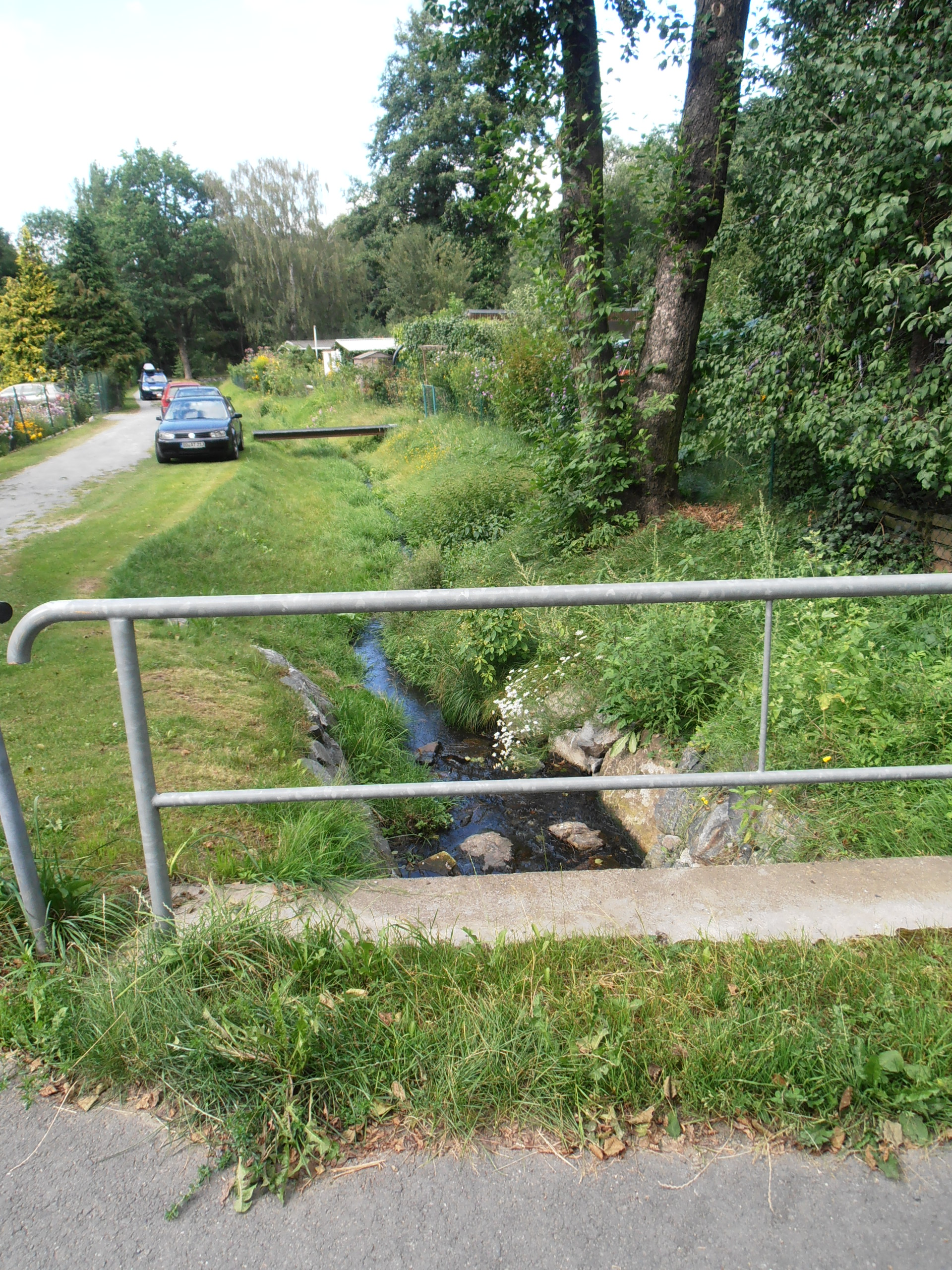
Geberbach kurz hinter der Talsperre Kauscha
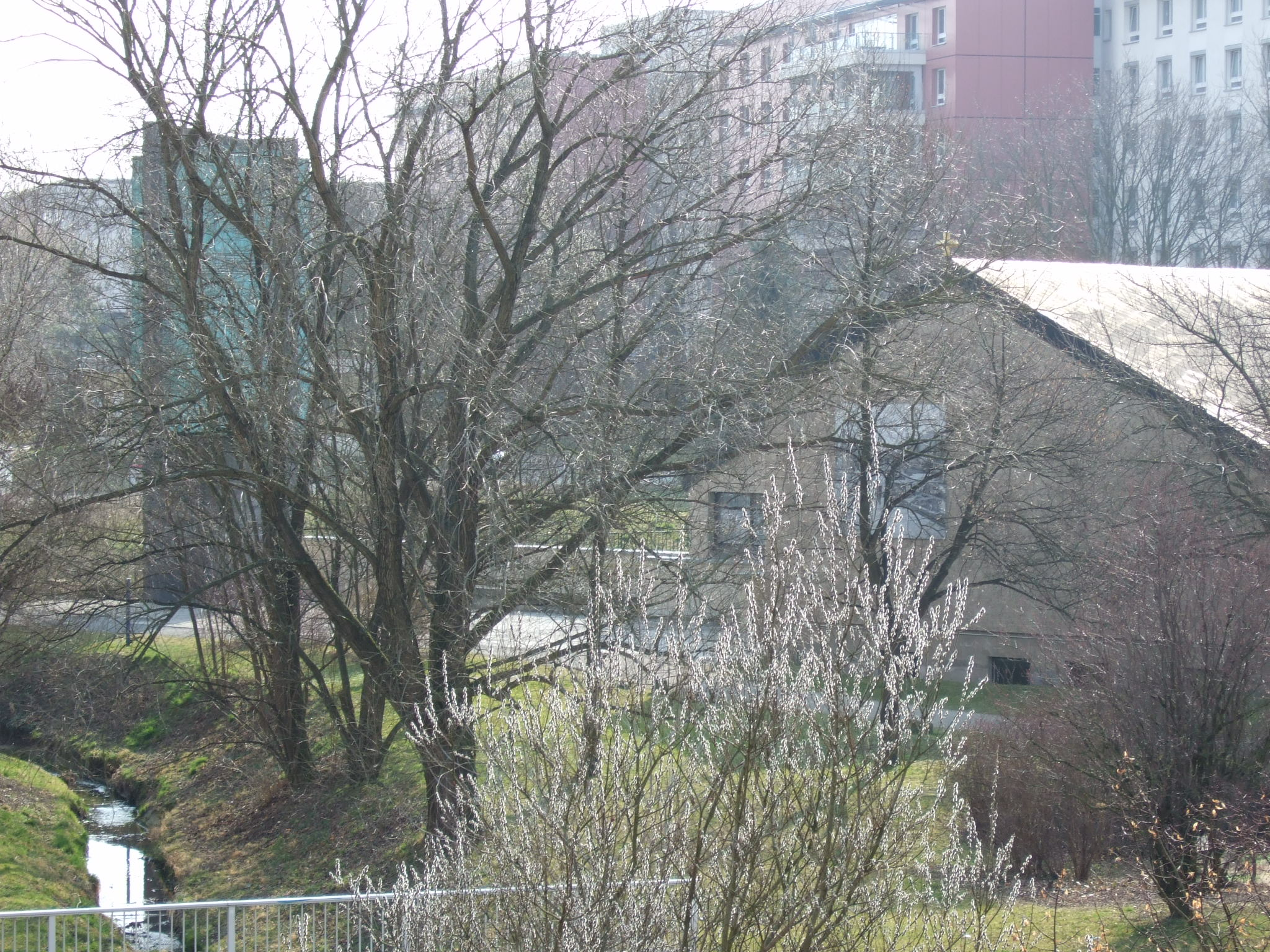
An der Prohliser Kirche